# Thomas Paine
- Pentru alte persoane cu același nume, vedeți Thomas Paine (dezambiguizare).

Thomas Paine (n. 29 ianuarie 1737, Thetford, Anglia - d. 8 iunie 1809, New York, Statele Unite) a fost un pamfletar, revoluționar, radicalist și intelectual. Născut în Marea Britanie, a imigrat în coloniile americane în preajma Revoluției Americane. A participat la Revoluție în principal prin pamfletul puternic și îndelung răspândit „Common Sense” („Bun simț”) (1776), apărând independența coloniilor americane față de Regatul Marii Britanii. În „The American Crisis” („Criza americană”), o serie de pamflete care sprijineau Revoluția, a scris rândurile faimoase :
| “ | These are the times that try men's souls. The summer soldier and the sunshine patriot will, in this crisis, shrink from the service of their country; but he that stands it now, deserves the love and thanks of man and woman. Tyranny, like hell, is not easily conquered; yet we have this consolation with us, that the harder the conflict, the more glorious the triumph. | ” |

Ceea ce poate fi tradus în limba română:
| “ | Acestea sunt timpurile care pun la încercare sufletele oamenilor. Soldatul de vară și patriotul de vreme bună, în această criză, se eschivează de la datoria față de patrie; dar cel ce rămâne ferm acum, merită iubirea și recunoștința bărbaților și femeilor. Tirania, precum infernul, nu poate fi ușor cucerită; dar rămâne de partea noastră consolarea că, cu cât este mai dur conflictul, cu atât este mai glorios triumful. | ” |

Mai târziu, Paine avea să influențeze Revoluția Franceză. A scris „Rights of Man” („Drepturi ale omului”) (1791), care reprezenta un ghid al ideilor iluminate. Deși nu cunoștea bine limba franceză, a fost ales membru al Adunării Naționale Franceze în 1792. Văzut ca un aliat al girondinilor, a căzut treptat în dizgrațiile montaniarzilor, în special a lui Robespierre.
Paine a fost arestat în Paris și încarcerat în decembrie 1793; a fost eliberat în 1794. A devenit faimos în urma publicării cărții sale „The Age of Reason” („Epoca rațiunii”) (1793-1794), în care a apărat deismul și a criticat unele doctrine creștine.
În „Agrarian Justice” („Justiție agrară”) (1795) a introdus concepte similare cu cele ale socialismului. Paine a rămas în Franța la începutul epocii napoleoniene, condamnând însă tendința lui Napoleon către dictatură și numindu-l „cel mai complet șarlatan care a existat vreodată”. Paine a rămas în Franța până în 1802, când s-a reîntors în America în urma invitației primite de la Thomas Jefferson, care era pe atunci președinte.
Paine a murit în Greenwich Village, New York City, la adresa 59 Grove Street, în dimineața zilei de 8 iunie 1809.

## Rights of Man
Întors la Londra în 1787, Paine a devenit interesat în acțiunile premergătoare revoluției franceze din 1790. Între timp, intelectualul conservator Edmund Burke a lansat un atac contrarevoluționar asupra revoluției, sub numele de Reflections on the Revolution in France (1790); lucrarea era pe gustul clasei sociale, reușind să vândă 30.000 copii. Paine a respins argumentele în lucrarea Rights of Man (1791). Nu a scris-o ca pe un pamflet scurt, ci ca pe o lungă și abstractă lucrare politică de 90.000 de cuvinte care a distrus monarhia și instituțiile sociale tradiționale. Pe 31 ianuarie,  i-a dat manuscriptul editorului Joseph Johnson în vederea publicării lui. O vizită din partea agenților guvernamentali l-au oprit pe Johnson, astfel că Paine a fost nevoit să-i dea cartea editorului J.S.Jordan, iar apoi a plecat la Paris, la sfatul lui William Blake. Și-a informat trei buni prieteni, William Godwin, Thomas Brand Hollis și Thomas Holcroft cu privire la detaliile publicației. Cartea a apărut pe 13 martie și s-a vândut în aproape 1 milion de exemplare. Era „cu nerăbdare citită de reformați, protestanți dizidenți, democrați, meșteșugari și de muncitorii noii aripi industriale din nord”.
Observând încercările guvernului de a-l discredita, Paine a scris a doua parte a lucrării, Rights of Man, Part the Second, Combining Principle and Practice în februarie 1792. Acesta exemplifica un guvern reprezentativ cu un anumit număr de programe sociale în vederea rezolvării sărăciei prin impozitare diferențiată. Ideea era senzațională pentru timpul ei și a avut un impact major, dând naștere reformelor sociale. Au urmat acuzații de discurs instigator la ură față de conducerea și organizarea actuală, atât pentru publicație, cât și pentru autor, în timp ce agenții guvernamentali au instigat la ură și la incendierea efigiilor. Un pamflet dur cu privire la război a urmat, în care Paine era apărat și atacat concomitent în zeci de lucrări. Autoritățile urmăreau să îl exileze din Marea Britanie pe acesta. A fost judecat in absentia și găsit vinovat, dar niciodată executat.
În vara anului 1792 a răspuns acuzațiilor de instigare la ură față de conducere, spunând că „dacă să expun frauda și impostorii monarhiei ... să militez pentru pacea universală, civilizație și comerț, să distrug superstiția politică, și să-i redau demnitatea omului decăzut; dacă aceste lucruri instigă la ură ... atunci să-mi fie inscripționată această etichetă pe mormânt”.
Paine era un mare susținător al Revoluției franceze, și i-a fost garantată, alături de Alexander Hamilton, George Washington, Benjamin Franklin și alții, onorabila cetățenie franceză. În ciuda faptului că nu cunoștea limba franceză, a fost ales în Convenția Națională ca reprezentant al districtului Pas-de-Calais. A votat pentru revoluția franceză, dar nu a fost de acord cu execuția lui Ludovic al XVI-lea, afirmând că ar trebui să fie exilat în Statele Unite: în primul rând, datorită ajutorului dat de regalitatea franceză revoluției americane, iar în al doilea rând deoarece acesta era împotriva pedepsei capitale în general. A participat în Comitetul constituției care a pregătit actul constituțional girondin.
Fiind un aliat al girondinilor, Paine nu era de acord cu politica iacobinilor care erau acum la putere, în particular cu Robespierre. Un decret a fost adoptat la sfârșitul anului 1793 prin care toți străinii să fie excluși din Convenție. Paine a fost arestat și închis în decembrie 1793.

## The Age of Reason
Imediat după arestarea sa în Franța, Paine a început să protesteze și să se declare cetățean al Americii, adică un susținător al Revoluției franceze, spre deosebire de britanici care erau în acea perioadă implicați într-un conflict militar cu francezii. În orice caz, guvernatorul Morris, reprezentant al statului american în Franța, a ignorat afirmația acestuia, lansând autoritarile franceze să-l închidă. Paine a scăpat cu noroc de execuție. Un semn de cretă, folosit de gardieni pentru a denota celula unui prizonier condamnat la moarte, a fost trasat în interiorul camerei, și nu în afara sa, ușa fiind deschisă în timpul patrularilor deoarece Paine era vizitat de demnitari. Dacă evenimentele se petreceau altfel, acesta ar fi fost executat a doua zi. A reușit să supraviețuiască câteva zile, scăpând cu viață odată cu decăderea lui Robespierre pe 27 iulie 1794 în cadrul reacției termidoriene.
Paine a fost eliberat în noiembrie 1794 în mare parte datorită noului ministru american în Franța, James Monroe, care a susținut cazul cetățeniei americane a acestuia. În iulie 1795, a fost reintrodus în Convenție, alături de ceilalți girondini care mai trăiau. Paine a fost unul dintre cei trei deputați care s-au opus adoptării noii constituții din 1795 din cauza eliminării votului universal propus de constituția din 1793.
În 1797, Tom Paine trăia în Paris împreună cu Nicholas Bonneville și soția sa. Paine, asemenea celorlalți oaspeți controversați ai lui Bonneville, erau suspicioși autorităților. Bonneville l-a ascuns în propria sa casă pe ofițerul Antoine Joseph Barruel-Beabuvert, acesta din urmă fiind interzis de către autorități după lovitura de la 18 fructidor de pe 4 septembrie 1797. Paine credea că America, sub tutela președintelui John Adams, a trădat Franța revoluționară. Bonneville a fost închis pentru scurt timp, iar articolele sale jurnalistice au fost confiscate, falimentandu-l. 
În 1800, încă sub atenția autorităților, Bonneville s-a refugiat alături de tatăl său în Evreux. Paine a stat alături de el, ajutându-l cu traducerea dificilă a lucrării Covenant Sea. În același an, se menționează că Paine ar fi avut o întâlnire cu Napoleon. Liderul politic afirma că doarme cu o copie a lucrării Right of Man sub pernă și i-ar fi spus că „o statuie din aur ar trebui să-ți fie ridicată în fiecare oraș din univers”. Paine a discutat cu Napoleon cum ar putea să invadeze Anglia, iar în decembrie 1797 a scris două eseuri, numele primului fiind Observations on the Construction and Operation of Navies with a Plan for an Invasion of England and the Final Ovethrow of the English Government, unde era promovată ideea finanțării unei flote de 1000 de nave care să transporte armata franceză peste canalul englez. În 1804, Paine a revenit asupra subiectului cu un al doilea eseu, numit To the People of England on the Invasion of England, militând pentru această idee. 
Odată cu progresul lui Napoleon spre dictatură, acesta l-a condamnat spunând că „este cel mai mare șarlatan care a existat”. Thomas Paine a rămas în Franța până în 1802, și s-a reîntors în Statele Unite numai cu ocazia unei invitații din partea președintelui Jefferson. 

### Criticile adresate lui George Washington
Paine a ajuns la concluzia că președintele George Washington a conspirat alături de Robespierre la închiderea sa. Înfuriat de această trădare, Paine a încercat să-i ruineze imaginea lui Washington, numindu-l trădător, nedemn de faima sa în calitate de erou politic și militar. Acesta l-a descis drept un comandant incompetent și o persoană zadarnică și nemulțumită. Într-o scrisoare deschisă, foarte critică, la adresa președintelui în 1796, Paine afirma că „lumea va fi perplexata să afle dacă ești un apostat sau un impostor; indiferent dacă ai abandonat bunele principii sau dacă ai avut vreodată așa ceva”.

## Ultimii ani
În 1802 sau 1803, Thomas Paine a părăsit Franța cu destinația Statele Unite, alături de soția lui Bonneville, Marguerite Brazier, și de cei trei fii ai săi, Benjamin, Louis și Thomas. Paine s-a întors în America în perioada premergătoare renașterii mișcării protestante. Lucrarea The Age of Reason le-a dat însă credincioșilor suficiente motive pentru a-l displăcea, iar federaliștii l-au atacat pentru ideile sale guvernamentale din Common Sens (ro: Simțul comun), pentru asocierea cu Revoluția franceză, respectiv pentru prietenia cu președintele Jefferson. De asemenea, amintirea scrisorii deschise pe care i-a trimis-o lui Washington era încă proaspătă, fiind publicată cu șase ani înainte de întoarcerea sa în America. Problemele s-au intensificat odată cu anularea dreptului său de vot în New Rochelle, guvernatorul Morris nerecunoscand cetățenia americană, iar ajutorul din partea lui Washington lăsându-se așteptat.
Brazier a avut grijă de Paine la sfârșitul vieții sale și l-a înmormântat pe data de 8 iunie 1809. În testamentul său, Paine i-a lăsat lui Marguerite o bucată din proprietatea sa, inclusiv 100 de acrii din ferma sa pentru a putea să-i întrețină și să-i educe pe Benjamin și pe fratele său Thomas. În 1814, odată cu decăderea lui Napoleon, Bonneville a reușit să-și reîntâlnească soția în Statele Unite unde au rămas pentru patru ani înainte să revină la Paris (unde au deschis o librărie).

## Moartea
Paine a încetat din viață la vârsta de 72 de ani în Greenwich Village, New York City, în dimineața zilei de 8 iunie 1809. Deși clădirea originală nu mai există, construcția prezentă poartă o placă comemorativă. După moartea sa, trupul lui Paine a fost adus la New Rochelle, dar quacker-ii nu au dorit ca acesta să fie înmormântat în cimitirul lor, luând în considerare ultima sa dorință, astfel că rămășițele sale au fost îngropate sub un nuc de pe proprietatea sa. În 1819, jurnalistul englez William Cobbet, care în 1793 a publicat o continuare diferită a lucrării The Life of Thomas Paine de Francis Oldys, a dezgropat oasele și le-a transportat înapoi în Anglia cu intenția de a-l reinmormanta eroic pe pământul natal, însă acest lucru nu a avut loc. Oasele lui Pâine au rămas în proprietatea lui Cobbet până la moartea sa, douăzeci de ani mai târziu, dar până la urmă s-au pierdut. Nu există nici o informație concretă cu privire la ce s-a întâmplat cu acestea, în ciuda afirmațiilor unor oameni care au susținut că posedă părți din trupul lui Paine, cum ar fi craniul sau mână dreaptă. La moartea sa, majoritatea ziarelor americane au reiterat necrologul publicat de New York Evening Post, unde se menționat că: „A avut o viață lungă, a făcut puțin bine și mult rău”. Doar 6 îndoliați au fost prezenți la înmormântarea sa, dintre care doi de culoare, cel mai probabil foști sclavi.
Oratorul și scriitorul Rober G.Ingersoll a scris:
„Thomas Paine a depășit legendara limită a vieții. Unul câte unul, majoritatea vechilor prieteni și apropiații l-au abandonat. Criticat peste tot, înjurat, ignorat și urât - virtuțile sale reprezentau vicii - serviciile sale erau uitate - caracterul sau șters, și-a păstrat însă echilibrul în suflet. A fost o victimă a poporului, dar acuzațiile sale rămân neclintite. Era totuși un soldat al armatei libertății, și a încercat să-i ilumineze și civilizeze pe cei care-i așteptau moartea. Chiar și cei care-și iubeau dușmanii l-au urât, prietenul lor - prietenul întregii lumi - din toată inimă. Pe 8 iunie 1809, moartea a venit - Moartea, probabil singurul său prieten. La funeralile sale nicio ceremonie, nicio procesiune civică, nici onoruri militare. Într-o căruță, o femeie și fiul ei care au trăit pe umerii mortului - pe cal, un quacker - și, urmându-le calea pe jos, două persoane de culoare pline de mulțumiri - aceștia au constituit cortegiul funerar a lui Thomas Paine.”
.

## Idei
Biograful Eric Foner observă o temă utopică în gândirea lui Paine, afirmând că "prin acest limbaj inovativ construiește o nouă  viziune - imaginea utopică a unei societăți republicane, egalitariste". Utopismul lui Paine constă din principii republicane, credința că societatea și știința vor progresa inevitabil și susținerea ideii de piață liberă și libertate generală. Numeroasele surse ale teoriei sale politice indică o societate întemeiată pe conceptele de bine comun și individualism. Scriind că generația sa "va fi pentru viitor noul Adam", Paine a exemplificat utopismul britanic.
 Faptul că a militat pentru principiul echității (nemo iudex in causa sua) semnifică o posibilă influență din partea tatălui său. Mai târziu, contactul cu populațiile indigene din America l-a marcat profund. Capacitatea triburilor Iroquois de a trăi în armonie cu natura, respectiv procesul decizional democratic practicat în comunitate, l-au ajutat pe acesta să-și cizeleze propria concepție privitoare la organizarea societății. 

### Sclavia
Paine este considerat părintele primului articol care propune emanciparea sclavilor africani și abolirea sclaviei (African Slavery in America). Articolul a fost publicat post-scriptum în data de 8 martie 1775, în ziarul Pennsylvania Journal and Weekly Advertiser. Luând în calcul lipsa dovezilor care să-l numească pe Thomas Paine drept autorul articolului publicat anonim, unii intelectuali (precum Eric Foner și Alfred Owen Aldridge) nu consideră că acesta i-ar fi aparținut. În contrast cu cele afirmate, John Nichols specula că "dezacordul său fervent cu privire la sclavie" ar fi originea excluderii sale de la putere în timpul primilor ani ai republicii.

### Justiția agrară
În ultimul său pamflet, Agrarian Justice (ro: Justiția agrară), publicată în iarna anului 1795, ideile fiind dezvoltate mai târziu în Rights of Man, acesta discută cum conceptul de proprietate a izolat majoritatea oamenilor de dreptul și de mjloacele naturale favorabile supraviețuirii independente. Instituția care reglementează securitatea socială în Statele Unite recunoaște lucrarea Agrarian Justice drept prima care propune ideea de pensie și de salariu minim.  
„Militând în favoarea persoanelor deposedate, este un drept, nu o simplă caritate  ... [Guvernul trebuie] să creeze un fond național, fond din care fiecare persoană să fie plătită când atinge vârsta de 21 de ani cu suma de 50 lire sterline, fapt care să compenseze oarecum, pierderea dreptului natural din cauza sistemului care a implementat dreptul la proprietate. Și, de asemenea, suma de 10 lire sterline în fiecare an, pentru fiecare persoană cu vârsta de peste 50 de ani, și tuturor celorlalți care vor ajunge la această vârstă.”
Dacă vom aplica sistemul lui Paine la valoarea de azi (2011) a lirei sterline, 10 lire devin 800, iar 15 devin (1.200 sau 2.000). 
Lamb consideră că analiza dreptului de proprietate pe care o realizează Paine aduce o contribuție la teoria politică. Teoria sa cu privire la proprietate apără o temere liberală legată de proprietatea privată. Noua justificare a proprietății îl despart pe acesta de foștii teoreticieni precum Hugo Grotius, Samuel von Pufendorf sau John Locke. Demonstrează consimțământul lui Paine față de valorile liberale, cu precădere libertatea individuală și egalitatea morală. 

## Credințe religioase
Fidel fiind deismului britanic al secolului XVIII, Paine a scris prima parte a lucrării The Age of Reason înainte să fie închis, o critică la adresa religiei organizate, constituită prin numeroasele inconsistențe pe care le-a găsit în Biblie, și prin intermediul căreia a scos în evidență nevoia unei cercetări libere și raționale în toate disciplinele, în special în religie.
Despre propriile credințe religioase, Paine a afirmat în The Age of Reason:   
„Cred într-un singur Dumnezeu, nimic mai mult; și sper la fericire în viața de apoi. Nu cred în cele profesate de biserica evreiască, de cea romană, de cea greacă, turcească sau protestantă, sau de oricare altă biserică. Mintea mea este biserica mea.”
„Toate instituțiile bisericești, fie ele evreiești, creștine sau turcești, îmi apar ca nimc mai mult decât invenții, care au scopul de a înspăimânta și înrobi umanitatea, și de a monopoliza puterea și profitul.”
Deși nu există dovezi că ar fi fost un francmason, la întoarcerea în America din Franța, Paine a scris An Essay on the Origin of Fre-Masonry (1803-1805). Francmasonerie era derivată conform lui din religia druizilor. Acesta a menționat că „religia creștină este o parodie a divinizării soarelui, prin care pune un bărbat pe nume Hristos în locul soarelui și îl venerează”. Marguerite de Bonneville a publicat eseul în 1810, după moartea lui Paine, însă a eliminat anumite pasaje critice la adresa creștinismului, multe dintre ele fiind reintroduse în ediția din 1818. 
Deși Paine nu s-a descris niciodată drept deist, a scris că:  
„Opiniile pe care le-am expus ... sunt efectele unei lungi și foarte clare convingeri legate de faptul că Biblia și Testamentele sunt impuse asupra lumii, decăderea omului, ideea că Iisus Hristos este Fiul Domnului și că a murit pentru a-l stăpâni pe acesta, și ideea salvării, prin orice mijloace, sunt invenții imaginare, dezonorabile față de înțelepciunea și puterea Domului; că singura religie adevărată este deismul, prin care vreau să mă refer la credința într-un singur Dumnezeu, și la o imitare a caracterului său moral, sau a practicii a ceea ce numim noi virtuți morale - și doar asupra acestui lucru (atât cât privește religia) îmi pun speranțele unei vieți de apoi fericite. Așadar - să-mi ajute Dumnezeu.”

## Moștenirea
Scrierile lui Paine i-au influențat puternic pe contemporani și, în special, pe revoluționarii americani. Cărțile sale au provocat un progres al deismului în America, dar pe un interval mai lung de timp i-a inspirat pe radicalii clasei muncitoare din SUA și Marea Britanie. Liberalii, libertarienii, feministele, democrați socialiștii, anarhiștii, liber-cugetătorii și progresivistii l-au citat pe Thomas Paine că intelectual influent. Critica acestuia la adresa religiei organizate și apologia gândirii raționale a influențat mulți britanici liber-cugetători ai secolului XIX și ai secolului XX, precum William Cobbet, George Holyoake, Charles Bradlaugh, Bertrand Russell și Christopher Hitchens. În 2002, acesta a fost votat printr-un sondaj organizat de BBC drept unul dintre cei mai importanți 100 de britanici ai tuturor timpurilor.

### Lincoln
Când Abraham Lincoln avea 26 de ani (1835), a scris o lucrare în care îi apăra credința deistă lui Paine; un asociat politic, Samuel Hill, a ars-o pentru a-i salva lui Lincoln cariera politică. Istoricul Roy Basler, editorul lucrării acestuia, a spus că Paine a reprezentat o figură foarte influentă pentru stilul viitorului președinte al Statelor Unite:
„Niciun alt scriitor al secolului XVIII, cu excepția lui Jefferson, nu se potrivește mai bine cu natura sau esența gândirii lui Lincon. Ca stil, Paine este deasupra celorlalți prin varietatea elocvenței care, moderată și adaptată stării lui Lincoln, este observată în scrierile sale formale.”

### Edison
Inventatorul Thomas Edison spunea despre acesta:
„L-am considerat dintotdeauna pe Paine drept unul dintre cei mai importanți americani. N-am avut până atunci o asemenea inteligență în republică ... Mi-a fost dat norocul să citesc lucrările lui Thomas Paine în copilărie ... a fost, cu adevărat, o revelație pentru mine să citesc acele mari idei politice și teologice. Paine m-a educat cu privire la multe lucruri de care nu eram conștient până atunci. Țin minte, foarte clar, iluminarea oferită de lucrările sale, și îmi amintesc în vremea aceea, ce păcat că aceste cărți nu-și au locul pe băncile școlilor. Interesul meu în Paine n-a fost satisfăcut de o singură lectură, ci le-am recitit de nenumărate ori începând din copilărie.”